# Van der Waalsovo napětí
Van der Waalsovo napětí je chemické napětí vznikající působením odpudivých van der Waalsových sil mezi substituenty v molekule, které se k sobě přiblíží na vzdálenost menší, než jsou jejich van der Waalsovy poloměry.
Van der Waalsovo napětí se podobá sterickému stínění. Projevuje se například u zákrytových konformací alkanů.

## Van der Waalsovo napětí u rotačních a pseudorotačních mechanismů
V molekulách, jejichž vibrace probíhají rotačními nebo pseudorotačními mechanismy (jako jsou Berryův a Bartellův mechanismus), může toto napětí vyvolat výrazné rozdíly v potenciálních energiích, a to i u molekul se stejnými geometriemi; například PF5 má mnohem nižší potenciální energii než PCl5. Přestože mají obě molekuly trigonálně bipyramidální geometrii, tak tím, že má chlor více elektronů než fluor, vzniká rozdíl potenciálních energií při tvorbě meziproduktů a substituenty se shromáždí blíže k sobě.